# معهد علوم الحاسوب
معهد علوم الحاسوب (بالإنجليزية: Institute of Computer Science)‏ هي جامعة، تأسست في 1959م، في المملكة المتحدة.